# Xiloteca
Una xiloteca (dal greco ξύλον -  xylon = legno e θήκη - théke = scrigno, ripostiglio) è una raccolta di specie legnose. I campioni sono esposti opportunamente sezionati in modo da rendere visibili le caratteristiche delle varie specie legnose, come venatura, colore, porosità. I tagli possono essere radiali, trasversali o longitudinali a seconda dell'aspetto che si vuole mettere in risalto.
La xiloteca con il maggior numero di campioni è il Samuel James Record Collection della Forestry School dell'Università Yale a New Haven (Connecticut), la quale raccoglie 60.000 essenze. La seconda più grande si trova a Tervuren (Belgio) nel Museo Reale dell'Africa Centrale con oltre 57 000 campioni.

## Xiloteche principali

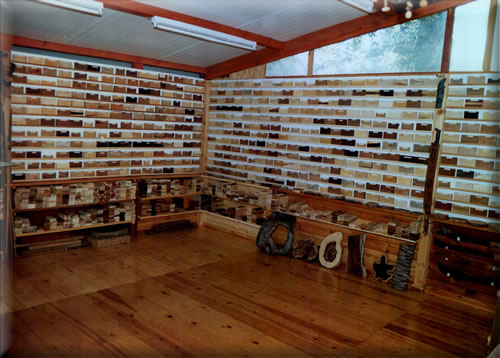
Interno della xiloteca Manuel Soler a Dénia (Spagna)

| Xiloteca                  | Specie |
| New Haven (USA)           | 60.000 |
| Tervuren (Belgio)         | 57.000 |
| Bogor (Indonesia)         | 32.000 |
| Kew Gardens (Inghilterra) | 20.000 |
| Chicago (USA)             | 18.000 |
| San Paolo (Brasile)       | 17.000 |
| Melbourne (Australia)     | 17.000 |
| Laguna (Filippine)        | 11.000 |
| Rio de Janeiro (Brasile)  | 8.000  |
| San Pietroburgo (Russia)  | 8.000  |
| Kepong (Malaysia)         | 7.000  |
| Messico                   | 6.000  |
| Costa Rica                | 6.000  |

## Concezione
Le xiloteche sono utili per capire il valore scientifico ed economico dei boschi esistenti. Allo stesso tempo, i loro campioni sono utilizzati per studiare i tipi di taglio e le proprietà fisiche e meccaniche del legno, come la durabilità e la resistenza a pressione, urto, ecc.. L'esistenza delle xiloteche ha anche applicazioni immediate per chi ha bisogno di eseguire analisi morfologiche e visive del legno. Questi includono i tecnici, specialisti del legno e anche coloro i quali sono coinvolti nel settore dell'industria e del commercio del legname.
Anche una modesta raccolta di legno ha valore, come ciascuno dei suoi campioni è un compendio e una monografia che racchiude in sé una vasta informazione: essi sono molto importanti per i musei, le scuole e le università. L'uso della xiloteca è essenziale come strumento di studio e riferimento alle indagini sull'identificazione, l'uso e la sostituzione di boschi, così come nella conservazione e nel restauro. Una delle prime xiloteche (sicuramente la prima in Italia) fu realizzata da Raffaele Cormio (Molfetta, 1883 - Varese, 1952) a Milano nel 1934; tra il 2006 e il 2008, il Museo di Storia Naturale di Milano ha completato i lavori di riordino della xiloteca Cormio, che è conservata presso la stessa istituzione. In memoria del Cormio la sua città natale ha realizzato nel 1998 la "Civica Siloteca Centro Studi Molfettesi" dedicata all'albero ed al legno, allestita presso "Palazzo Giovene" (piazza municipio, Molfetta).